# Непобедимо Слънце
Сол (на латински: Sol, в превод Слънце) е древноримско божество, олицетворяващо слънчевия диск. Познато е най-вече във формата си от II век като Непобедимото Слънце (Sol Invictus), когато е обявено от император Аврелиан за водещо божество в пантеона на Римската империя. Смята се, че произхожда от общия индоевропейски култ към Бога - Слънце. В Рим култът му се оформя под влияние на гръцкия Хелиос. Присъства и в рамките на водещата религия в империята – митраизъм. Тази религия започва да се разпространява след приобщаването на източни етнически елементи в имперските земи основно като военен контингент. Тя е организирана основно около древноиранския соларен възглед, в който на преден план е изведено божеството Митра. Развитието на представата за Митра от митологично предпоставен гарант в природен и социален план към военен, религиозен и държавен символ води до имперския профил на Непобедимото Слънце.
Сол отговаря на гръцкия Хелиос, но не е взет от гръцката религия, а е от римски произход от времето на Ромул и е въведен от легендарния сабински цар Тит Таций.
Древноримският бог е наричан Непобедимо Слънце и е почитан заедно с богинята Луна. Те имат общ храм и празникът им започва на 28 август.
С названието Непобедимо Слънце е наричан и персийският бог Митра, раждането на който се чества на 25 декември (зимното слънцестоене, свързано с най-краткия ден и началото на нарастването му спрямо пролетното равноденствие).